# شینجی آراماکی
شینجی آراماکی (انگلیسی: Shinji Aramaki؛ زادهٔ ۲ اکتبر ۱۹۶۰) کارگردان فیلم اهل ژاپن است.